# Jimmy Jean-Louis
Jimmy Jean-Louis (Pétionville, 8 augustus 1968) is een Haïtiaans acteur en model. Hij speelde onder meer de rol van The Haitian in de televisieserie Heroes.

## Biografie
Jean-Louis vertrok op jonge leeftijd uit Haïti naar Parijs, waar hij model wilde worden. Hij kreeg rollen in musicals en in tv-reclames. Aan het eind van de jaren 90 verhuisde hij naar Los Angeles. Na kleine rollen in The Bourne Identity en Arliss kreeg hij grotere rollen in films en op televisie.
Jean-Louis is een voetbalfan. Hij speelt voor Hollywood United F.C., een team dat bestaat uit beroemdheden en voormalig beroepsvoetballers.

## Filmografie

### Film
| Jaar | Film                            | Rol                    | Opmerking                       |
| ---- | ------------------------------- | ---------------------- | ------------------------------- |
| 2002 | Derailed                        | Henry                  |                                 |
| 2002 | The Bourne Identity             | Wombosi bodyguard #5   |                                 |
| 2003 | Tears of the Sun                | Gideon                 |                                 |
| 2003 | Hollywood Homicide              | Gianfranco Ferre Clerk |                                 |
| 2003 | This Girl's Life                | Action Jackson         |                                 |
| 2005 | Monster-in-Law                  | prins Amir             |                                 |
| 2005 | Age of Kali                     | Ferdinand              |                                 |
| 2005 | The Game of Their Lives         | Joe Gaetjens           |                                 |
| 2006 | Phat Girlz                      | Dr. Tunde Jonathan     |                                 |
| 2006 | Cousines                        | Ralph                  | Haïtiaanse film                 |
| 2006 | Le President a-t-il Le Sida     | Dao                    | Haïtiaans film, ook producent   |
| 2008 | Diary of a Tired Black Man      | James                  |                                 |
| 2008 | Adventures of Power             | Aubelin                |                                 |
| 2008 | Loaded                          | Antonio                |                                 |
| 2008 | The Ball is Round               | Jay Jay Mfede          |                                 |
| 2009 | Orpailleur                      | Myrtha                 |                                 |
| 2009 | Moloch Tropical                 | Francis                |                                 |
| 2009 | I Sing of a Well                |                        | buitenbeeldse verteller         |
| 2010 | Coursier                        | Loki                   | Franse film                     |
| 2010 | Sinking Sands                   | Jimah Sanson           |                                 |
| 2010 | Relentless                      | kandidaat              |                                 |
| 2010 | The Penthouse                   | Buzz McManus           |                                 |
| 2011 | A Butterfly Kiss                | L'homme au tableau     |                                 |
| 2012 | Toussaint Louverture            | Toussaint Louverture   | Franse televisiefilm            |
| 2013 | One Night In Vegas              | Nick                   | ook producent                   |
| 2013 | Doctor Bello                    | dokter Bello           | Nigeriaanse film                |
| 2013 | The Mark of the Angels-Miserere | Puyferrat              |                                 |
| 2013 | Five Thirteen                   | JJL                    |                                 |
| 2015 | The Cursed Ones                 | Paladin                | ook producent                   |
| 2015 | Joy                             | Toussaint              |                                 |
| 2016 | The Empty Box                   | Toussaint              | ook producent                   |
| 2017 | Cargo                           | Jean                   |                                 |
| 2017 | Catastropico                    | Damien                 |                                 |
| 2017 | Esohe                           | Gary Baba              | Nigeriaanse film, ook producent |
| 2018 | The Outer Wild                  | Ramson                 |                                 |
| 2019 | Rattlesnakes                    | Robert McQueen         | ook producent                   |
| 2019 | Desrances                       | Francis Desrances      | ook producent                   |
| 2019 | Everything But A Man            | Max                    | ook producent                   |
| 2020 | Citation                        | Lucien N'Dyare         |                                 |
| 2020 | 419                             | Bright                 |                                 |
| 2022 | Detective Knight: Rogue         | Godwin Sango           |                                 |
| 2022 | Detective Knight: Redemption    | Godwin Sango           |                                 |
| 2022 | The Grey Man                    | Alex Dumas             |                                 |
| 2023 | Detective Knight: Independence  | Godwin Sango           |                                 |
| 2023 | Assassin Club                   | agent Leon             |                                 |
| 2023 | Jagged Mind                     | Papa Juste             |                                 |
| 2023 | A Day Like a Week               | Dimitri Fisher         |                                 |
| 2023 | Rise                            | Modu                   | ook producent                   |
| 2024 | The Goat Life: Aadujeevitham    | Ibrahim Khadiri        | Malayalam film, ook producent   |
| 2024 | Sins of a Father                | Mr.Godwin              | korte film, ook producent       |
| 2024 | Au revoir                       | Frédéric               | Franse film, ook producent      |
| 2024 | Dead Money                      | Faizel                 |                                 |

### Televisie
| Jaar      | Serie/ Programma                     | Rol                    | Opmerking                         |
| --------- | ------------------------------------ | ---------------------- | --------------------------------- |
| 1993      | Emmanuelle Forever                   |                        |                                   |
| 1993      | Emmanuelle's Love                    |                        |                                   |
| 1993      | Emmanuelle's Magic                   | stamlid in de hut      |                                   |
| 1993      | Emmanuelle's Secret                  |                        |                                   |
| 1993      | Emmanuelle in Venice                 |                        |                                   |
| 2001      | Arliss                               | Caesar Montenez        | 1 aflevering                      |
| 2003      | The District                         | Jean-Paul Bertrand     | 1 aflevering                      |
| 2003      | Fastlane                             | Haitiaan #1            | 1 aflevering                      |
| 2005      | Dr. Vegas                            | Xola                   | 1 aflevering                      |
| 2005      | The Shield                           | Ididsa Okoye           | Aflevering: "A Thousand Deaths"   |
| 2006–2009 | Heroes                               | The Haitian            | 32 afleveringen                   |
| 2007      | Heroes Unmasked                      | zichzelf               | 3 afleveringen                    |
| 2010      | Entertainment Tonight                | zichzelf               | uitzending van 4 februari         |
| 2010      | The Mo'Nique Show                    | zichzelf               | uitzending van 4 februari         |
| 2013      | Arrow                                | The Captain            | 4 afleveringen                    |
| 2014      | Extant                               | Pierre Lyon            | 2 afleveringen                    |
| 2015      | Heroes Reborn                        | The Haitian            | 6 afleveringen                    |
| 2017      | Claws                                | Dr. Gregory Ruval      |                                   |
| 2017      | The Brave                            | Lieutenant             | 1 aflevering                      |
| 2017      | Juste un regard                      | Eric Toussaint         | 6 afleveringen                    |
| 2017      | The Way                              | agent Morand           | 10 afleveringen                   |
| 2018      | S.W.A.T                              | Sal Desir              | 1 aflevering                      |
| 2019      | SMILF                                | Henri                  | 1 aflevering                      |
| 2022      | Tropiques criminels (Deadly Tropics) | Captain Clément Galpin | Aflevering: "La Baie des Anglais" |

### Computerspellen
| Jaar | Spel           | Opmerking  |
| ---- | -------------- | ---------- |
| 2020 | Cyberpunk 2077 | stemacteur |
| 2023 | Starfield      | stemacteur |

- Biblioteca Nacional de España: XX5869330
- Bibliothèque nationale de France: cb155552862 (data)
- Gemeinsame Normdatei: 1154466213
- International Standard Name Identifier: 0000 0003 7192 2988
- Library of Congress Control Number: no2009132594
- Nederlandse Thesaurus van Auteursnamen: 355360543
- Système universitaire de documentation: 164548416
- Virtual International Authority File: 96892497
- WorldCat: E39PBJfX4xF9TpPhw7jmy9dCwC